# Commission française d'historiens sur le rôle de la France au Rwanda
La Commission de recherche sur les archives françaises relatives au Rwanda et au génocide des Tutsi (1990-1994), couramment appelée commission Duclert, est créée le 5 avril 2019 par Emmanuel Macron, pour ouvrir et étudier les archives de l’État français concernant le rôle de la France dans le génocide des Tutsi au Rwanda. Elle est présidée par l'historien Vincent Duclert. 
Un communiqué de l’Élysée, publié après la réception par le président de la République de membres de l'association Ibuka, association de rescapés du génocide des Tutsi, annonce la création de cette commission en ces termes :

« En cohérence avec les engagements qu’il avait pris lors de la visite du Président Kagamé à Paris le 24 mai 2018, le Président de la République a annoncé :

La mise en place d’une commission d’historiens et de chercheurs chargée de mener un travail de fond centré sur l’étude de toutes les archives françaises concernant le Rwanda entre 1990 et 1994. Cette commission, qui rassemblera huit chercheurs et historiens, sous l’égide du professeur Vincent Duclert, aura pour mission de consulter l’ensemble des fonds d’archives français relatifs au génocide, sur la période 1990 – 1994 afin d’analyser le rôle et l’engagement de la France durant cette période et de contribuer à une meilleure compréhension et connaissance du génocide des Tutsi. Ce travail aura notamment vocation à aider à constituer la matière historique nécessaire à l’enseignement de ce génocide en France. Cette commission devra remettre son rapport dans un délai de deux ans, avec une note intermédiaire au bout d’un an. »

Ce groupe d'historiens remet son rapport final au président Macron le 26 mars 2021. Il conclut à de lourdes responsabilités du pouvoir français. Toutefois, il écarte le terme de complicité de génocide, l'intention de ce pouvoir français de l'époque et en particulier de François Mitterrand n'étant pas une volonté génocidaire (mais étant sans doute de maintenir une influence française la plus forte possible sur le pouvoir rwandais, et de démontrer sa fidélité à ses amis au sein de ce pouvoir).

## Contexte historique
Depuis 1993, des voix s'élèvent en France, pour dénoncer l'action de la France au Rwanda à partir du début des années 1990 et du déclenchement du conflit provoqué par la volonté des exilés rwandais regroupés dans le Front patriotique rwandais (FPR) essentiellement Tutsi, d'imposer par les armes leur retour au Rwanda. La France s'engage militairement dès le début du conflit aux côtés du régime rwandais, elle est présente au Rwanda jusqu'à la fin du génocide. Après les événements, cette contestation ne cesse de s'amplifier dans les médias, notamment à travers les articles du journaliste du Figaro, Patrick de Saint-Exupéry en janvier 1998, jusqu'à provoquer la création d'une mission d'information au parlement français. Simultanément, sur la plainte des familles des pilotes français de l'avion du président du Rwanda Juvénal Habyarimana, abattu le 6 avril 1994, le juge Jean-Louis Bruguière est chargé de l'enquête en mars 1998. 
En mars 2004, un groupe de citoyens constitués autour de l'association Survie et de son président François-Xavier Verschave réunissent une commission d'enquête citoyenne. Parallèlement, des éléments de l'enquête du juge Bruguière commencent à être publiés dans Le Monde, accusant le FPR d'être auteur de l’attentat. Le 7 avril 2004, Paul Kagamé, devenu président du Rwanda, dénonce le rôle de la France pendant les cérémonies de commémoration du génocide et provoqua le départ du représentant français, Renaud Muselier. Fin juillet 2004, a lieu une rencontre entre le ministre des affaires étrangères français, Michel Barnier, et celui du Rwanda, Charles Murigande. Après cette rencontre, le ministre français parle d'un projet de travail de mémoire commun avec le Rwanda, et le Rwanda annonce la création d'une commission pour étudier « l'implication de la France dans le génocide ». À la suite de ses travaux, la commission d'enquête citoyenne publie un rapport en février 2005 et annonce par la voix de ses avocats, Antoine Comte et William Bourdon, le dépôt de plaintes de Rwandais contre X, militaires de l'armée française. En novembre 2005, l'écrivain Pierre Péan publie Noires fureurs, blancs menteurs, contre la mouvance française qui met en cause l'action de la France au Rwanda, particulièrement contre l’association Survie, qu'il qualifie de « cabinet noir du FPR en France » et contre les Tutsi, qu'il accuse de mensonges et de manipulations, et renouvelle les fuites de l'enquête du juge Bruguière. 
Fin 2006, le juge Bruguière publie son ordonnance, accusant le FPR d'avoir abattu l'avion du président Habyarimana et donc d'avoir déclenché le génocide des Tutsi. Le Rwanda rompt immédiatement ses relations diplomatiques avec la France. En août 2008, le Rwanda publie le rapport, daté de 2007, de sa commission sur l'implication de la France dans le génocide des Tutsi, créé en 2004. Ce rapport rwandais, dit rapport Mucyo, est très mal reçu par ceux qui y voient une atteinte à l’honneur de la France et de son armée, et qui le minimisent en n'y voyant qu'une réponse du Rwanda à l'ordonnance du juge Bruguière. Cette ordonnance aboutit en novembre 2008 à l'arrestation d'une des accusées membre du FPR, en Allemagne et remise à la France, Rose Kabuye, ce qui permet au Rwanda d'avoir accès au dossier judiciaire. Cette accusée est relâchée après quelques mois par les nouveaux juges d'instruction, Marc Trévidic et Nathalie Poux, qui décident d'une enquête balistique concernant l'attentat du 6 avril 1994 sur le terrain. Cette enquête conclut que les auteurs de l'attentat ont tiré sur l'avion du président rwandais à partir de son principal camp militaire. 
Les relations avec le Rwanda se réchauffant, le président français, Nicolas Sarkozy, se rend au Rwanda en février 2010 et reconnaît des « erreurs de jugement » et un « aveuglement » de la part de la France dans les événements du Rwanda. En 2014,  le Collectif des parties civiles pour le Rwanda (CPCR), créé en 2001 par Alain et Dafroza Gauthier, voit ses efforts couronnés par un premier procès d'un Rwandais, Pascal Simbikangwa, accusé de génocide devant la justice française. Il est condamné. D'autres procès de Rwandais accusés de génocide suivront. En 2015, François Hollande annonce l’ouverture des archives aux chercheurs. Cette annonce n'est toutefois pas suivie d'effet, et le chercheur François Graner mènera cinq ans de bataille judiciaire pour y accéder. En 2018, l'instruction dans l'attentat contre l'avion du président rwandais conclut à un non-lieu. 
Depuis l'élection d'Emmanuel Macron, on assiste à nouveau à un réchauffement des relations entre la France et le Rwanda, l'élection de l'ancienne ministre des affaires étrangères du Rwanda, Louise Mushikiwabo, au secrétariat général de la Francophonie, à l'instigation du président français, en étant le principal marqueur, après quoi ce dernier crée la commission Duclert le 5 avril 2019. 
En juin 2020, malgré le réchauffement de 2010, la France n'a toujours pas d'ambassadeur au Rwanda, la personne proposée en 2015 ayant été refusée par le Rwanda, alors que le Rwanda a de nouveau un ambassadeur en France.

## Composition de la commission

### Les membres
Sont membres de la commission et auteurs du rapport final :
- Vincent Duclert, chercheur et ancien directeur du Centre d'études sociologiques et politiques Raymond Aron (CNRS-EHESS), enseignant à Sciences-Po, inspecteur général de l’éducation nationale, président de la Commission ;
- Catherine Bertho-Lavenir, professeure émérite de l'université Sorbonne-Nouvelle, inspectrice générale de l'Éducation nationale honoraire, archiviste paléographe ;
- David Dominé-Cohn, professeur certifié d’histoire-géographie, spécialiste des archives des armées et des opérations militaires ;
- Isabelle Ernot, professeure d'histoire-géographie détachée, docteure en histoire contemporaine, spécialiste de la Shoah, membre de la mission d'étude en France sur la recherche et l'enseignement des génocides et des crimes de masse ;
- Thomas Hochmann, professeur de droit public à l'université Paris-Nanterre, membre de l'Institut universitaire de France, spécialiste du droit constitutionnel ;
- Sylvie Humbert, professeure d'histoire du droit à l'université catholique de Lille, spécialiste de la justice pénale internationale ;
- Raymond Kévorkian, directeur de recherche émérite à l'université Paris-VIII, spécialiste du génocide des Arméniens, membre de la mission d'étude en France sur la recherche et l'enseignement des génocides et des crimes de masse ;
- Erik Langlinay, professeur agrégé d’histoire, docteur en histoire contemporaine, spécialiste des organisations en temps de guerre ;
- Chantal Morelle, professeure en classes préparatoires, docteure en histoire contemporaine, spécialiste de la Ve République, de sa diplomatie et du général de Gaulle ;
- Guillaume Pollack, professeur certifié d'histoire-géographie, docteur en histoire, spécialiste des réseaux de résistance et des services secrets ;
- Étienne Rouannet, professeur certifié d'histoire-géographie, doctorant, spécialiste des archives d’état et de leur traitement documentaire ;
- Françoise Thébaud, professeure émérite en histoire contemporaine de l'université d'Avignon, spécialiste de la Première Guerre mondiale, des femmes et du genre ;
- Sandrine Weil, doctorante en histoire contemporaine, spécialiste des ressources images, membre de la mission d'étude en France sur la recherche et l'enseignement des génocides et des crimes de masse.

### Débats sur la composition, refus et départs
Dès son annonce, les critiques se sont concentrées sur la composition de la commission qui ne comprend aucun spécialiste du Rwanda. Elle exclut ainsi Stephane Audoin-Rouzeau, ainsi qu’Hélène Dumas « en raison de propos hostiles à l’armée française ». Annette Becker juge notamment que la « commission est mort-née. L’Elysée et son conseiller Afrique se sont fait avoir… par les militaires ». Sollicité par la suite pour participer à des réunions de travail, Stephane Audoin-Rouzeau refuse ; Hélène Dumas reviendra sur son accord après la révélation du Canard enchaîné sur Julie d'Andurain.
Par ailleurs, ont quitté la Commission :
- Annette Wieviorka, directrice de recherche émérite au CNRS, spécialiste de la Shoah, membre du Conseil supérieur des archives et du Conseil d’administration de la Fondation pour la mémoire de la Shoah, essentiellement pour des raisons de charge de travail, le 13 septembre 2019[14];
- Christelle Jouhanneau a demandé sa mise en retrait des travaux de la Commission pour des raisons professionnelles, le 8 juillet 2020 ;
- Julie d'Andurain, professeure des universités en histoire contemporaine à l’université de Metz, spécialiste d’histoire militaire contemporaine, après sa mise en cause en octobre 2020 ; on lui reproche essentiellement d'être proche de l'armée.
- Christian Vigouroux, président de section au Conseil d’État en désaccord sur la méthodologie, ce qui semble plus profondément cacher un désaccord sur la mise en cause de François Mitterrand, en février 2021[15].

## Rapport intermédiaire
Le rapport intermédiaire est présenté en avril 2020. Il précise la dénomination de la commission : commission de recherche sur les archives françaises relatives au Rwanda et au génocide des Tutsi  (1990-1994). Ce rapport ne rend pas compte à ce stade des archives déjà examinées, mais essentiellement des objectifs de la commission, de son organisation et de ses méthodes de travail.
Au moment de la publication de ce rapport intermédiaire, le journal Le Monde du 7 avril 2020 affirme « La commission est « hébergée au ministère des Armées » avec à sa disposition cinq bureaux dont une salle de réunion et une salle pour les postes informatiques du réseau interministériel sécurisé. À cause du contexte parfois tendu et des doutes qui persistent entre l’armée et certains médias, elle estime bon de préciser dans son rapport qu’elle  « travaille de façon indépendante.» » ,.
Le résumé historique rappelé dans le rapport intermédiaire de la commission a été contesté par l'association Survie.

## Rapport final
Le rapport final est remis le 26 mars 2021. Ses conclusions démontrent « un naufrage politique, militaire, diplomatique, administratif, intellectuel et éthique » face au génocide des Tutsi et des Hutus modérés en 1994. Si la commission refuse de parler de complicité de génocide, elle conclut cependant à la lourde responsabilité du pouvoir:

« La France est-elle pour autant complice du génocide des Tutsi ? Si l’on entend par là une volonté de s’associer à l’entreprise génocidaire, rien dans les archives consultées ne vient le démontrer. La France s’est néanmoins longtemps investie au côté d’un régime qui encourageait des massacres racistes. Elle est demeurée aveugle face à la préparation d’un génocide par les éléments les plus radicaux de ce régime. Elle a adopté un schéma binaire opposant d’une part l’ami hutu, incarné par le président Habyarimana, et de l’autre l’ennemi qualifié d’«ougando-tutsi» pour désigner le FPR. Au moment du génocide, elle a tardé à rompre avec le gouvernement intérimaire qui le réalisait et a continué à placer la menace du FPR au sommet de ses préoccupations. Elle a réagi tardivement avec l’opération Turquoise, qui a permis de sauver de nombreuses vies, mais non celles de la très grande majorité des Tutsi du Rwanda, exterminés dès les premières semaines du génocide. La recherche établit donc un ensemble de responsabilités, lourdes et accablantes. »

Pour la commission, le pouvoir français n'avait pas la volonté d'aider à commettre le génocide des Tutsi mais au titre de ses motivations, il souhaitait maintenir un soutien politique et militaire au régime rwandais jugé légitime par Paris. A contrario, l’« ennemi » tutsi est qualifié de « menace étrangère » semblant mener une guérilla pilotée depuis l’Ouganda anglophone. Les conclusions du rapport soulignent  la responsabilité accablante de la France et de François Mitterrand, alors président.
Sur les causes de ce désastre, le rapport pointe l'« aveuglement idéologique de François Mitterrand et de ses conseillers, imposé au reste de l’appareil d’Etat. Un révélateur des stéréotypes coloniaux et d’une lecture purement ethnique qui ont irrigué la politique africaine de la France ». Le chef de l'État persiste à voir le Rwanda comme un rempart de l’influence française à préserver de l’agression « ougando-tutsi » que représenterait le FPR.
Or l’Élysée ignore délibérément tout ce qui ne s’inscrit pas dans cette logique, à commencer par les rapports de la DGSE, qui alerte sur le génocide en préparation et disculpe dès le 2 mai 1994 le FPR de l’attentat contre l’avion de Juvénal Habyarimana, ainsi que les voix discordantes d’une « minorité d’hommes libres », qui seront marginalisés ou ecartés, comme le général Jean Varret, chef de la Mission militaire de coopération, le colonel René Galinié, attaché militaire à Kigali, ou Antoine Anfré, au Quai d’Orsay.
Au-delà, le rapport met en évidence le fonctionnement opaque de l’Élysée, où le président et son État-major particulier marginalisent « de fait les institutions légalement en charge du commandement opérationnel, l’état-major des armées et la mission de coopération militaire ». Pierre Joxe, dès 1993, alertait pourtant déjà François Mitterrand sur la nécessité de mettre un terme à « des pratiques d’opacité, de communication orale, et des phénomènes de déresponsabilisation tant politique qu’administrative », en vain.